# Dodda Vaddarakere, Piriyapatna
Dodda Vaddarakere là một làng thuộc tehsil Piriyapatna, huyện Mysore, bang Karnataka, Ấn Độ.